# Maternální mikrochimerismus
Maternální mikrochimerismus je typ mikrochimerismu, při kterém se vyskytuje populace buněk s mateřskou genetickou informací v organismu potomka. K přenosu maternálních buněk dochází během těhotenství a po narození během kojení. Tyto buňky poté v jedinci můžou setrvávat až do dospělosti a přecházet do dalších generací.

## Ustanovení maternálního mikrochimerismu
K ustanovení maternálního mikrochimerismu dochází během těhotenství, kdy buňky matky putují z krve matky skrze placentu do krevního oběhu a tkání plodu (transplacentární přenos). Proces migrace maternálních buněk není přesně známý, ale nejspíše závisí na různých adhezních molekulách, např. na některých integrinech, ale i růstových faktorech a cytokinech spouštějících určité signální dráhy. Maternální buňky jsou v plodu detekovatelné u lidí již od druhého trimestru.
Mimo těhotenství dochází k migraci maternálních buněk také během laktace. Buňky se dostávají do mléčné žlázy z krve a z trávicího traktu matky. Během kojení jsou poté buňky uvolněny z mléčné žlázy do mléka pravděpodobně tlakem vznikajícím během sání. Buňky z mateřského mléka se poté dostávají skrze střevní epitel transepiteliální migrací do dalších orgánů potomka, kde se usídlují a mohou zde setrvávat do dospělosti.

## Výskyt a typ maternálních buněk
Maternální buňky můžeme najít v různých lymfoidních i nelymfoidních orgánech potomka. Jedná se zejména o tenké střevo, Peyerovy pláty, slezinu, brzlík, kostní dřeň, játra, plíce, lymfatické uzliny, srdce, mozek, ledviny, pankreas, kůži, a žaludek.
Jedná se o buňky imunitní a kmenové. Z buněk imunitních jsou v orgánech potomka přítomny nejvíce T lymfocyty, ale i B lymfocyty, monocyty/makrofágy, NK buňky a granulocyty. Mimo toho byly v tkáních potomka identifikovány také kmenové buňky hematopoetické a mesenchymální linie. Zdá se, že tyto kmenové a progenitorové buňky jsou nutné k zachování mikrochimerismu v organismu.

## Vliv maternálního mikrochimerismu na organismus potomka
Vliv maternálního mikrochimerismu je stále diskutován. Na jednu stranu je výskyt maternálních buněk v organismu spojován s benefity na imunitní systém potomka. Maternální buňky by mohly zastupovat funkci nedovyvinutého imunitního systému (a to zejména jeho adaptivní části) v raných fázích života novorozenců, kompenzovat genetické poruchy nejen imunitního systému, a dokonce se podílet na jeho vývoji. Na druhou stranu je výskyt maternálních buněk také spojován s vyšší frekvencí výskytu různých autoimunitních chorob, jako jsou diabetes 1. typu, myositidy, neonatální lupus, systémová sklerodermie či biliární atrézie.
Efekt maternálního mikrochimerismu závisí na různých faktorech, jako je typ maternálních buněk, čas uběhlý od ustanovení mikrochimerismu a věk jedince. Asi největší vliv na to, jak budou maternální buňky v těle potomka působit, má maternálně-fetální histokompatibilita, která zároveň ovlivňuje i počet maternálních buněk v potomkovi.